# 彎銳棘樸麗魚
彎銳棘樸麗魚，為輻鰭魚綱鱸形目隆頭魚亞目慈鯛科的其中一種，被IUCN列為易危保育類動物，分布於非洲維多利亞湖流域，棲息深度4-6公尺，體長可達14.4公分，棲息在礫石底質、植被生長的水域，以軟體動物、昆蟲幼蟲為食，生活習性不明。

## 擴展閱讀
維基物種上的相關：彎銳棘樸麗魚